# Ennahdha
Pour les articles homonymes, voir MTI et le mouvement de la Nahda.
Ennahdha (arabe : النهضة ), ou mouvement Ennahdha (حركة النهضة soit ḥarakat en-nahḍa (Parti de la renaissance), signifiant « Mouvement de la Renaissance (Nahda en arabe) »), est un parti politique tunisien islamiste conservateur.
Il est créé officiellement le 6 juin 1981, quoique dans l'illégalité, sous le nom de Mouvement de la tendance islamique (حركة الاتجاه الإسلامي soit ḥarakat al-itijah al-islami) et change de nom en février 1989.
Longtemps interdit, il est légalisé le 1er mars 2011 par le gouvernement d'union nationale instauré après la révolution. Il obtient 89 députés au sein de l'assemblée constituante de 2011, ce qui en fait la première force politique du pays en 2011, position qu'il perd lors des élections de 2014 mais retrouve en 2016 après des défections dans les rangs de son rival Nidaa Tounes.

## Histoire
Selon le politologue Vincent Geisser, « le parti naît à la fin des années 1970 [...] Il est, au départ, dans la mouvance des Frères musulmans. Certes, il n'a pas de lien organique avec les Frères musulmans égyptiens mais il est dans l'idéologie des Frères musulmans. Ennahdha est, de façon assez classique pour la fin des années 1970, dans une mouvance ultra-conservatrice ».

### Origines
L'islam politique en Tunisie émerge et s'affirme au sein de l'université tunisienne dans les années 1970, après une période de gestation au sein des mosquées, dans le contexte de la Révolution iranienne.
À l'époque, l'université est un espace fortement politisé : la confrontation et les débats avec les diverses tendances de la gauche tunisienne fortement structurée et rompue à la pratique politique permettent aux premiers partisans de l'islam politique en Tunisie de se former politiquement, de se doter de structures et d'une ligne idéologique leur permettant d'avoir un projet politique.
Rached Ghannouchi, professeur de philosophie converti aux thèses des Frères musulmans lors de ses études au Caire, dirige une revue, Al-Maarifa, et prend la parole dans les mosquées avec des prêches de plus en plus suivis par les jeunes ; Abdelfattah Mourou, étudiant en théologie et en droit à l'Université de Tunis, anime de son côté de petits cercles de réflexion.
Ils fondent ensemble l'Association pour la sauvegarde du Coran, inspirée des Frères musulmans. Cette association est favorisée et aidée par le pouvoir pour faire opposition aux groupes d'extrême gauche de l'université. Avec l'ouverture de l'espace politique tunisien en 1981, ils veulent transformer leur mouvement Jamâa al-Islamiya en un parti politique, le Mouvement de la tendance islamique (MTI). La demande de légalisation est déposée le 6 juin mais elle est refusée par le ministère de l'Intérieur en juillet de la même année. Le parti acquiert néanmoins une large audience ; il s'ensuit une campagne d'arrestations de responsables du MTI,.
107 d'entre eux sont traduits en justice et condamnés lors du grand procès du MTI à des peines de prison : Rached Ghannouchi écope d'une peine de onze ans de prison ferme. Tous les détenus sont amnistiés en 1984. Parallèlement à son activité politique, le MTI développe une activité sociale : il crée des comités de quartier et des associations de bienfaisance.
Habib Mokni, son représentant en France, déclare en 1987 que le parti est attaché à la démocratie et au respect des droits de l'homme ; il rejette officiellement le recours à la violence. Cependant, Mokni met en avant qu'en périphérie du mouvement, certains groupuscules peuvent présenter des idées plus au moins radicales. En septembre, un deuxième procès se tient sous haute sécurité, à la caserne militaire de Bouchoucha, après des attentats à Sousse et Monastir imputés par le régime au mouvement. À l'issue de ce procès, Ghannouchi est condamné à la prison avec travaux forcés à perpétuité. Ce procès se traduit par des peines de mort pour sept membres dont cinq par contumace ; Mehrez Boudagga et Boulbeba Dekhil, les deux seuls condamnés à mort en état d'arrestation, sont exécutés par pendaison le 8 octobre.
Salah Karker, l'un des hauts dirigeants d'Ennahdha, a reconnu que l'organisation avait commandé un coup d'État pour le 8 novembre 1987 en infiltrant l'armée : 
« Les sympathisants du MTI au sein de l'armée préparaient un coup d'État, prévu pour le 8 novembre suivant. Cette décision a été adoptée par le bureau politique du mouvement islamiste [...] Nous n'avions pas d'autre issue [...] le régime nous avait déclaré la guerre. »
 En 1994, Ghannouchi explique cette tentative de coup d'État de la manière suivante : 
« Quant à la tentative [de coup d'État] militaire, elle n'était qu'une initiative pour faire face à un régime qui avait déclaré qu'il voulait éradiquer le mouvement [...] Ce plan [de tentative de coup d'État] s'est mis en route en dehors du mouvement et en l'absence de la plupart de ses institutions, bien que certains éléments de la direction y aient pris part. »

### Mouvement d'opposition des années 1980

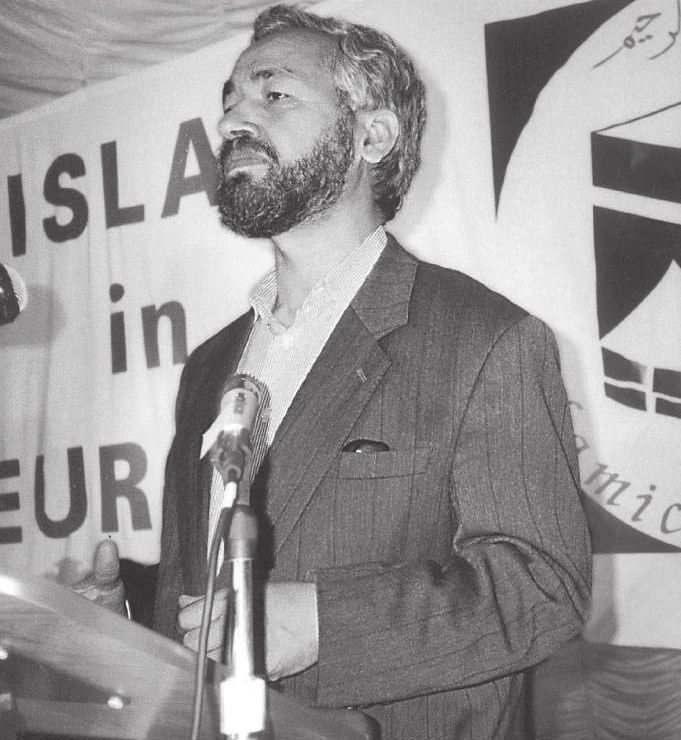
Rached Ghannouchi lors d'un meeting.

Avec l'arrivée au pouvoir de Zine el-Abidine Ben Ali le 7 novembre 1987, des gages de libertés politiques sont donnés à l'opposition y compris islamiste. Les membres du MTI condamnés sont graciés et une certaine liberté d'action leur est accordée. Le parti signe le Pacte national, le 7 novembre 1988, afin de s'insérer dans le jeu politique. Le régime ne tarde pas à annoncer, dans la foulée de ce premier succès, de nouvelles mesures d'apaisement.
Pour respecter les clauses du Code électoral qui interdit les références à la religion dans les partis politiques, la fraction dite « modérée » du MTI décide de retirer toute allusion à l'islam dans le nom du mouvement et choisit de le rebaptiser Hezb Ennahdha (Parti de la Renaissance). Sa demande de légalisation ayant été rejetée à nouveau, le mouvement présente ses candidats aux élections législatives du 2 avril 1989 sur des listes indépendantes.
Cependant, le Rassemblement constitutionnel démocratique (parti au pouvoir) rafle la totalité des sièges à la Chambre des députés. C'est ainsi que ces élections marquent le retour de la répression et la fin de l'état de grâce qui régnait depuis l'arrivée du président Ben Ali en 1987. Rached Ghannouchi s'exile en Algérie en 1989 puis à Londres en 1991. Alors qu'il est crédité officiellement de 10 à 17 % des voix, les voix réellement gagnées par Ennahdha à travers les listes indépendantes auraient été estimées aux environs de 30 %.

### Disparition forcée dans les années 1990
Au printemps 1991, les arrestations se multiplient parmi les rangs d'Ennahdha qui utilise les manifestations de soutien à l'Irak lors de la première guerre du Golfe pour tenter d'occuper la rue. Les peines prononcées au cours de deux procès des mouvements islamistes qui se tiennent devant des juridictions militaires en 1991 et 1992, considérées comme très lourdes, vont jusqu'à vingt ans de prison voire l'emprisonnement à vie. Les procès sont considérés comme expéditifs et non conformes aux canons de la justice internationales selon les militants des droits de l'homme et les observateurs internationaux. La plupart de ces détenus sont, selon Amnesty International, des prisonniers de conscience emprisonnés et condamnés sans preuve tangible de criminalité mais pour le simple exercice de leurs convictions religieuses et politiques[réf. nécessaire].
Un seul acte violent a été imputé au mouvement : l'incendie, le 18 février 1991, du local du comité de coordination du Rassemblement constitutionnel démocratique à Bab Souika qui a fait deux blessés graves dont l'un décède une quinzaine de jours plus tard. Cet acte intervient au lendemain de l'arrestation du président du mouvement, Sadok Chourou. Le mouvement nie alors vouloir utiliser la violence, contrairement au Front islamique du salut algérien, même s'il reconnaît en 2011 sa responsabilité dans l'incident de Bab Souika qualifié « d'erreurs individuelles commises par certains jeunes du mouvement qui étaient victimes de répression, faute de l'absence des leaders, contraints à l'exil ou emprisonnés »,.
La plupart des leaders choisissent l'exil alors que les arrestations se poursuivent chez les militants et même les sympathisants du parti. La torture est systématiquement pratiquée sur ces derniers en prison et les intimidations et privations touchent leurs proches. Face à cette répression et au durcissement du régime, le mouvement disparaît de la scène politique tunisienne. L'activité d'Ennahdha se poursuit en exil sans avoir d'incidence particulière en Tunisie. Le parti tient un congrès en 1995.

### Reprise dans les années 2000
En 1999, 600 détenus d'Ennahdha bénéficient d'une grâce présidentielle en même temps que d'autres détenus politiques. Bien que les anciens détenus subissent des formes déguisées de répression, comme la privation d'emploi ou le contrôle administratif, ils se réorganisent notamment avec l'appui des organismes de protection des droits de l'homme et d'autres partis d'opposition, y compris les plus marqués à gauche.
En 2005, Ennahdha participe avec le Parti démocrate progressiste (centre gauche) et le Parti communiste des ouvriers de Tunisie (gauche révolutionnaire) au mouvement du 18-Octobre qui vise la restauration des libertés civiles en Tunisie. Dans le cadre du mouvement qui devient une plateforme de l'opposition, les représentants d'Ennahdha adoptent des positions en faveur de la liberté de culte, de l'égalité homme-femme et de la séparation de l'État et de la religion ainsi que le rejet des châtiments corporels.
Le 5 novembre 2008, les 21 derniers prisonniers d'Ennahdha bénéficient d'une libération conditionnelle. Cependant, l'un d'entre eux, l'ancien président Sadok Chourou, est reconduit en prison après avoir fait des déclarations à la presse.
En 2009, Ennahdha appelle au boycott des élections présidentielles et législatives qui se tiennent en Tunisie.

### Après la révolution
Après la révolution de 2011, Ennahdha prend part à des manifestations et à des rencontres avec le Premier ministre. Rached Ghannouchi annonce que le parti a « signé une déclaration de principes avec les autres groupes d'oppositions tunisiens ». Dans ce contexte, le New York Times rapporte des sentiments mitigés quant à sa réussite future : certains pensent qu'il bénéficiera d'un soutien dans l'intérieur du pays, d'autres que la Tunisie est trop sécularisée pour qu'il remporte un large soutien.

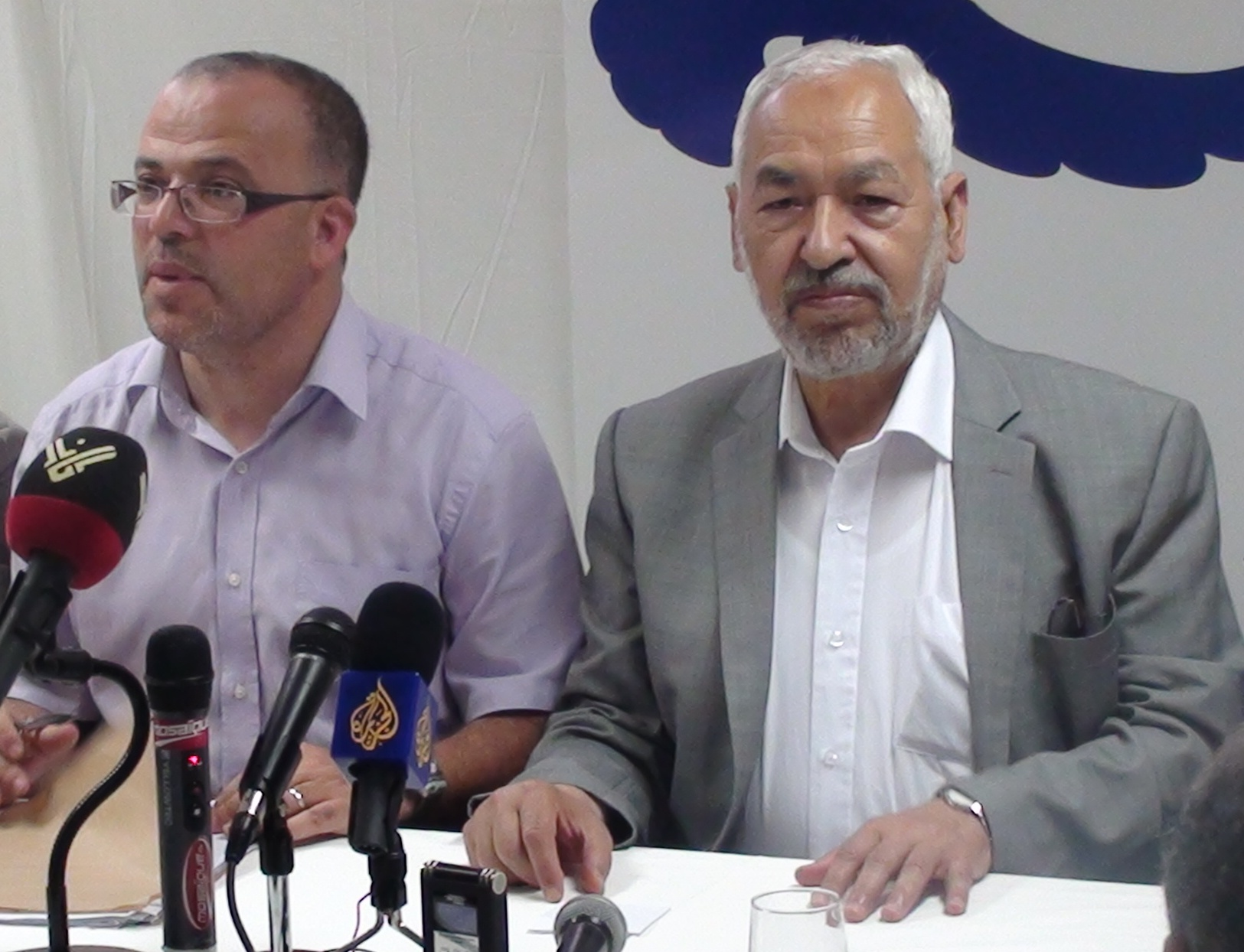
Rached Ghannouchi et Samir Dilou lors d'une conférence de presse.

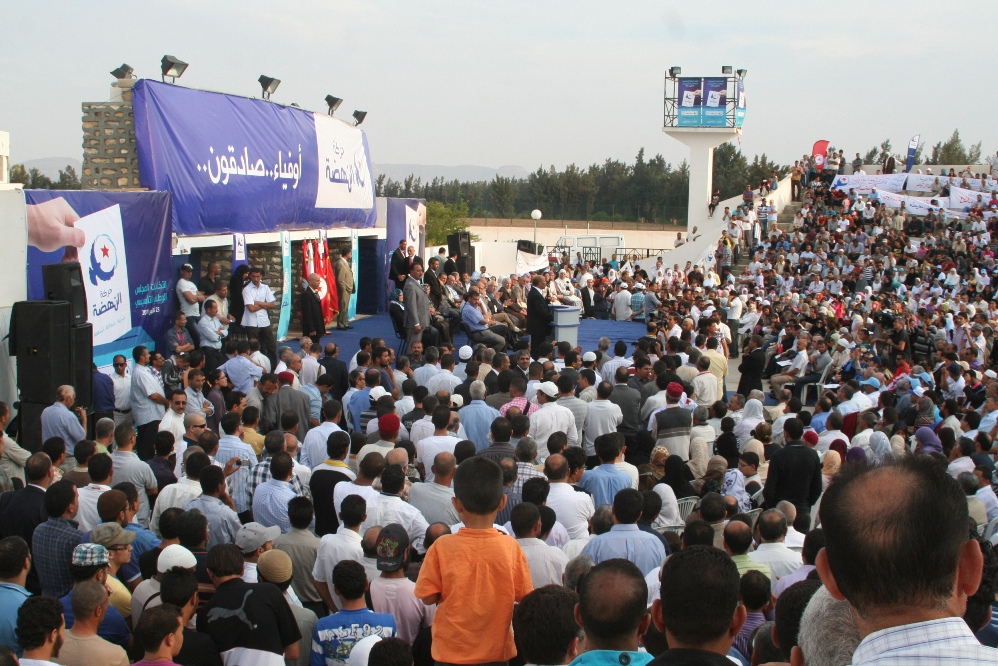
Meeting de campagne du parti à Sidi Bouzid le 1 octobre 2011.

Le 22 janvier 2011, dans une interview donnée à Al Jazeera, Ghannouchi confirme qu'il est hostile à un califat islamique et soutient la démocratie, contrairement à Hizb ut-Tahrir qu'il accuse d'exporter une compréhension déformée de l'islam. Le 30 janvier, environ un millier de personnes l'accueille à l'aéroport de Tunis à son retour d'exil ; il déclare qu'il ne sera candidat à aucun mandat électoral.
Le 7 février, de nouvelles structures dirigeantes sont créées, avec un comité constitutif de 33 membres et un bureau exécutif de treize membres, pour remplacer celles mises en place en exil. Ghannouchi reste président et Hamadi Jebali secrétaire général jusqu'à la tenue d'un congrès prévu dans les quatre à six mois. Ennahdha est finalement légalisé le 1er mars. Jebali multiplie les déclarations, Frida Dahmani estimant qu'il esquive les questions sur la place de la charia dans le programme du parti tout en se montrant rassurant quant à la préservation des acquis des femmes. Ghannouchi déclare ainsi : « Nous avons toujours dit que nous acceptions le Code du statut personnel, ainsi que toutes les dispositions sur l'égalité homme-femme », propos toutefois contredits par certains slogans qui exigent l'instauration de la charia.
Un sondage d'opinion publié en mars le place comme le parti le plus populaire avec 29 %, suivi par le Parti démocrate progressiste avec 12,3 % et le mouvement Ettajdid avec 7,1 % ; ce succès amène certains à entériner le report de l'élection de l'assemblée constituante, alors qu'il « effraie les laïcs et les femmes qui craignent pour leur place dans la nouvelle Tunisie ».
En mai, Hamadi Jebali se rend à Washington à l'invitation du Centre pour l'étude de l'islam et la démocratie ; il y rencontre également les sénateurs John McCain et Joseph Lieberman.

Les dirigeants d'Ennahdha sont décrits comme « très sensibles aux craintes parmi les Tunisiens et en Occident par rapport aux mouvements islamistes », conscients de la sanglante guerre civile algérienne et des divisions en Palestine entre le Hamas et le Fatah. Le 18 mai, le porte-parole du parti, Samir Dilou, répète dans une interview : 
« Nous ne voulons pas une théocratie. Nous voulons un État démocratique qui se caractérise par l'idée de la liberté. Le peuple doit décider par lui-même comment il vit [...] Nous ne sommes pas un parti islamiste, nous sommes un parti islamique, qui obtient aussi sa direction par les principes du Coran. »
 Par ailleurs, il cite la Turquie comme un modèle concernant la relation entre État et religion et compare l'idéologie du Parti de la justice et du développement à la démocratie chrétienne en Italie et en Allemagne. Un journaliste étranger assistant à des réunions d'Ennahdha note l'enthousiasme pour la cause palestinienne et le slogan « Non à des bases militaires américaines, non à des interventions étrangères ».
Durant une conférence de presse en juin, le parti se présente comme moderne et démocratique ; il présente l'une de ses membres portant un voile et une autre qui n'en porte pas et annonce le lancement d'une organisation destinée à la jeunesse. La Süddeutsche Zeitung note que, contrairement aux partis de gauche, Ennahdha n'est pas hostile à une économie de marché.
Ennahdha a obtenu le pourcentage de voix le plus élevé lors des premières élections organisées après la révolution de 2011, celle de l'assemblée constituante, devançant le Congrès pour la République de plus d'un million de voix. Il remporte la première place partout sauf à Sidi Bouzid, fief de la Pétition populaire. Pour l'intellectuel Riadh Sidaoui, la réussite d'Ennahdha s'explique par plusieurs facteurs dont une campagne bien financée, le désir des Tunisiens de punir ceux qui ont collaboré avec Ben Ali, la division de la gauche et une vague d'enthousiasme dans le monde arabe pour les partis islamistes,. Selon lui, les électeurs ont vu en Ennahdha « une ligne islamique modérée qui laissera la porte des libertés ouverte à chacun, sans restriction, et répondra aux aspirations des électeurs grâce à son important budget ».
Le 6 février 2013, Chokri Belaïd, critique virulent d'Ennahdha, est assassiné. Ses proches soupçonnent le parti, qui dément les accusations. Le chef du gouvernement nahdhaoui, Hamadi Jebali, annonce le soir même le futur remplacement de son gouvernement par un cabinet de technocrates sans attaches politiques. Le 19 février, le gouvernement démissionne, avant d'être remplacé par un nouveau gouvernement dirigé par un autre nahdhaoui, Ali Larayedh, le 13 mars.
Le 25 juillet, Mohamed Brahmi, membre de l'assemblée constituante, est assassiné et sa femme Mbarka accuse Ennahdha. Cet assassinat ouvre une grave crise politique qui ne finit qu'avec la démission du gouvernement Larayedh et, dans le cadre du dialogue national, la nomination de Mehdi Jomaa comme nouveau chef du gouvernement le 14 décembre.
Aux élections législatives de 2014, Ennahdha perd sa place de premier parti du pays au profit de Nidaa Tounes qui obtient le droit de désigner le prochain chef du gouvernement. Le 2 février 2015, Ennahdha intègre le gouvernement de coalition formé par Habib Essid, Ennahdha disposant d'un ministère dirigé par Zied Ladhari et de trois secrétaires d'État, Boutheina Ben Yaghlane, Amel Azzouz et Nejmeddine Hamrouni.
Pour Alain Chouet, ancien chef du service de renseignements de sécurité à la DGSE, Ennahdha a préparé son retour aux affaires : « Avant de quitter le pouvoir, ils ont organisé une réforme fiscale qui ruine la classe moyenne laïcisée, laquelle constitue le pire ennemi des Frères musulmans. Depuis, de nombreux attentats ont ensanglanté la Tunisie visant à tuer son économie, ruiner le secteur touristique, les syndicats, les associations, de façon à revenir au pouvoir. C'est la stratégie systématique des Frères musulmans ».
Lors de son dixième congrès en mai 2016, Ennahdha se définit comme un parti de « musulmans démocrates », ce qui est interprété comme une différenciation entre religion et politique et une mise à distance de l'idéologie des Frères musulmans.
Au soir des élections législatives du 6 octobre 2019, Ennahdha et Au cœur de la Tunisie revendiquent être arrivés en tête. Le 9 octobre, les résultats préliminaires sont annoncés et Ennahdha arrive en tête. Cependant, le parti subit une décrue en nombre de députés, passant de 89 en 2011 à 69 en 2014 puis à 54 en 2019. Il est en outre confronté à des divisions internes, au point que, dans les confidences de certains cadres, la scission ou la disparition d'Ennahda sous sa forme actuelle soient jugées envisageable. Certains cadres quittent discrètement le parti, tandis que d'autres manifestent publiquement leurs désaccords, comme Hichem Larayedh et Zied Boumakhla, deux des cadres historiques des jeunes d'Ennahda, qui rendent leur carte en janvier 2020. Le 27 novembre 2019, Zied Ladhari annonce par ailleurs sa démission de son poste de secrétaire général et du bureau exécutif du parti, une décision qui crée des remous au sein de la formation, puis vote contre la confiance au gouvernement proposé par Habib Jemli.
En juillet 2020, des membres du parti initient une motion de censure contre le gouvernement d'Elyes Fakhfakh, ce qui aboutit à la démission du chef du gouvernement.
En janvier 2021, le parti annonce son désaccord à la suite de l'annonce de la possible nomination de Hédi Khaïri au poste de ministre de la Santé, préféré à Abdellatif Mekki dans le cadre d'un remaniement ministériel,.

### Déclin sous Kaïs Saïed et série d'arrestations
En septembre 2021, 131 cadres d'Ennahdha décident de quitter le parti, après la décision de Kaïs Saïed de suspendre sine die l'activité de l'Assemblée des représentants du peuple. Le parti connaît par ailleurs une usure du pouvoir, perdant près d'un million d'électeurs depuis 2011. Ainsi, pour le politologue Selim Kharrat, « pour assurer sa pérennité et son existence sur la scène politique, Ennahdha a dû finalement adopter le même système contre lequel les Tunisiens se sont révoltés il y a une dizaine d'années : corruption, favoritisme, népotisme qui entachent forcément l'image du parti et de ses responsables, sans que la justice n’ait fait son travail ».
Le 26 avril 2022, dans le contexte de la crise politique, Ahmed Néjib Chebbi annonce la formation d'un Front de salut national composé de partis et mouvements tels que Ennahdha, Au cœur de la Tunisie, la Coalition de la dignité, Hizb el-Harak, Al Amal ainsi que des groupes de « citoyens contre le coup d'État » pour s'opposer au président Kaïs Saïed.
Le 18 avril 2023, le président Rached Ghannouchi est arrêté alors que les autorités procèdent à la fermeture du quartier général et des bureaux du parti sur l'ensemble du territoire et interdisent également toute réunion. Le 5 septembre, les deux plus hauts dirigeants du mouvement, Mondher Ounissi (président par intérim) et Abdelkrim Harouni, (président du conseil de la choura) sont arrêtés à leur tour et placés en garde à vue. Le parti est alors très fragilisé par cette série judiciaire, ayant par ailleurs perdu les deux tiers de sa base électorale. Un chercheur du Carnegie Middle East Center (en) estime que « la stratégie de répression d'Ennahda est différente de celles des anciens régimes, car elle vise la direction et non la base. Le but n'est surtout pas d'éradiquer Ennahda, car cela n'a pas fonctionné, mais de le domestiquer en le vidant de son enracinement populaire et de sa dimension contestataire ».

## Direction

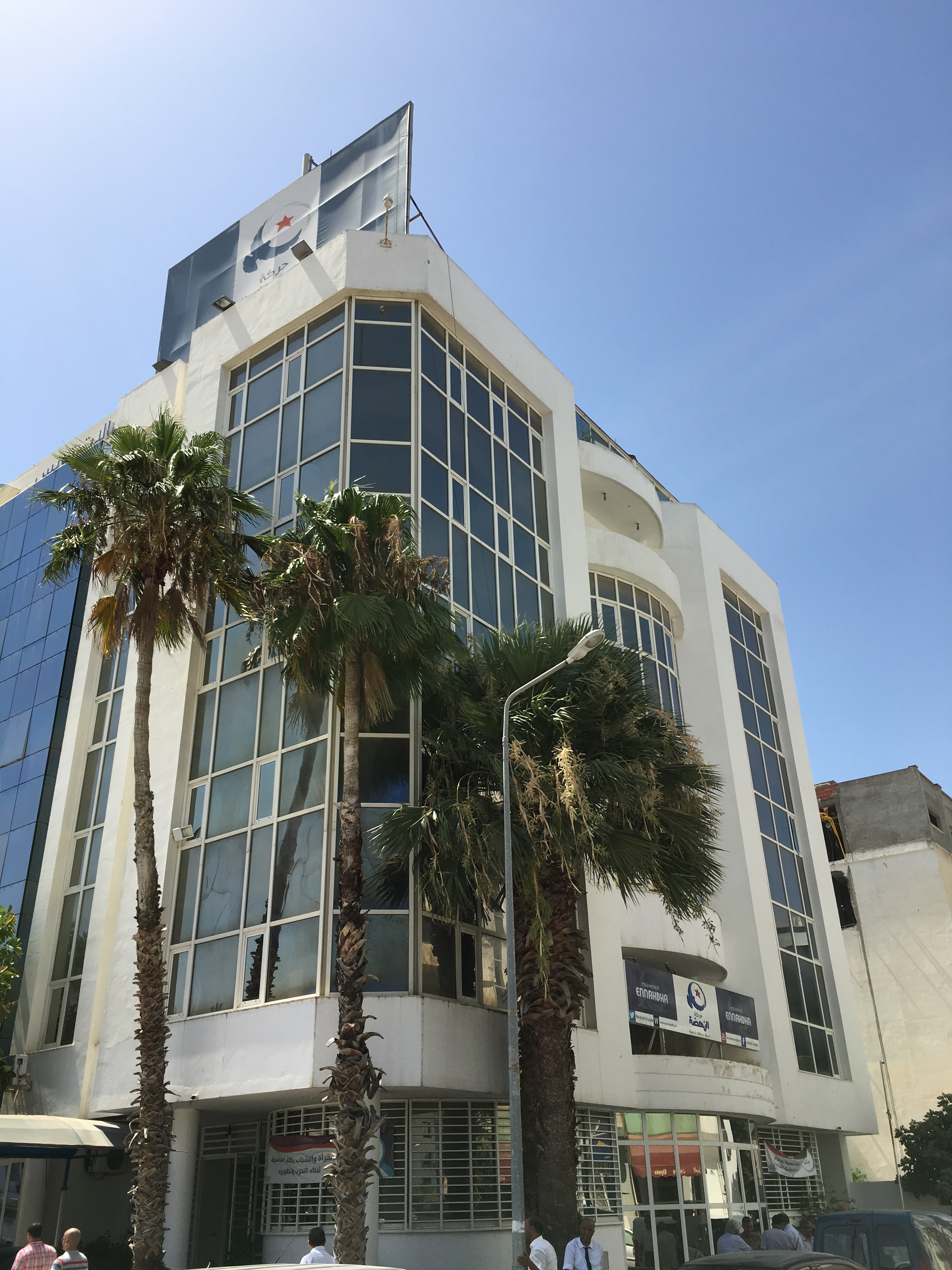
Siège du parti dans le quartier de Montplaisir à Tunis, en juillet 2019.

Certaines figures fondatrices du mouvement islamiste ont été formées dans les universités modernes, dont les juristes Abdelfattah Mourou et Hassen Ghodhbani et l'économiste Salah Karker,.

### Présidents
Le parti a été successivement présidé par les personnalités suivantes :
- juin 1981-juillet 1981 : Abderraouf Bouabi
- juillet 1981-octobre 1981 : Fadhel Beldi
- octobre 1981-août 1984 : Hamadi Jebali
- novembre 1984-août 1987 : Rached Ghannouchi
- août 1987-avril 1988 : Salah Karker
- avril 1988-octobre 1988 : Jamel Aoui
- octobre 1988-mars 1991 : Sadok Chourou
- mars 1991 : Mohamed Kaloui
- mars 1991 : Mohamed Akrout
- avril 1991-juin 1991 : Mohamed Ben Salem
- juin 1991-septembre 1991 : Habib Ellouze
- octobre 1991 : Noureddine Arbaoui
- octobre 1991-novembre 1991 : Walid Bennani
- depuis novembre 1991 : Rached Ghannouchi

### Secrétaires généraux
- Hamadi Jebali (?-2014[58])
- Ali Larayedh (2014[59]-2016)
- Zied Ladhari (2016[60]-2019[47])

### Bureau exécutif

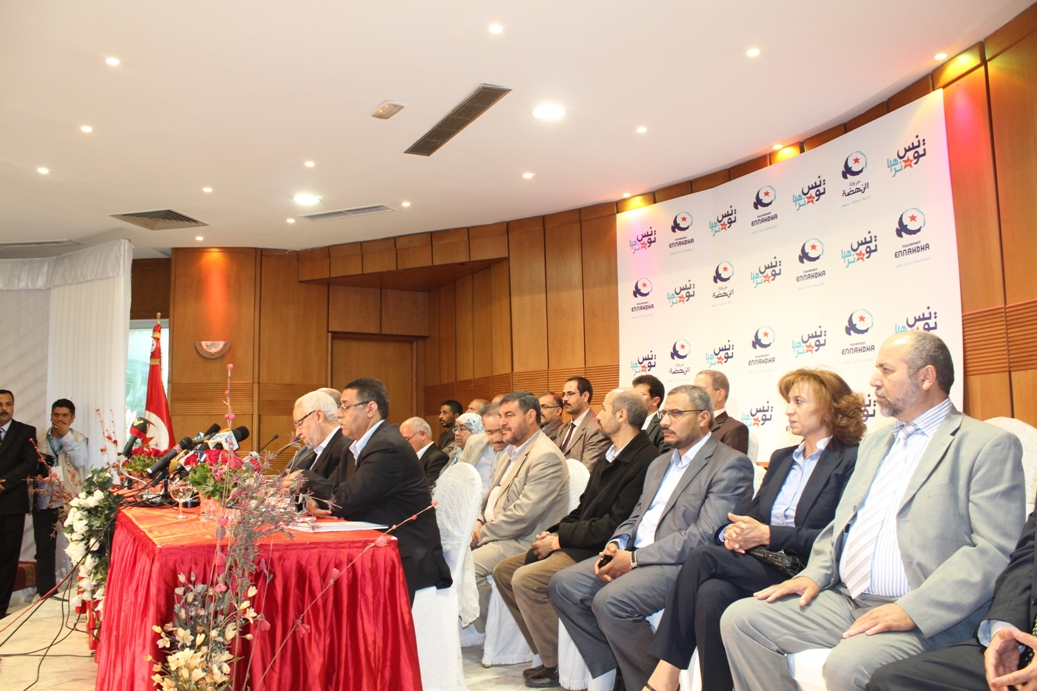
Membres de la direction du parti en 2011.

Au terme du remaniement du 15 juillet 2014, le parti est dirigé par un bureau exécutif de 24 membres, composé des personnalités suivantes :
- Rached Ghannouchi, président ;
- Ali Larayedh, secrétaire général (désigné le 13 juillet 2014[59]) ;
- Noureddine Bhiri, secrétaire général adjoint ;
- Abdelhamid Jelassi, vice-président chargé de l'ISIE (démissionne le 28 janvier 2015[62]) ;
- Sahbi Atigue, chef du bloc parlementaire à l'ANC ;
- Abdelfattah Mourou, vice-président ;
- Amer Larayedh, chargé du dialogue national ;
- Rafik Abdessalem, chargé des relations extérieures ;
- Mohamed Ben Salem, secrétaire adjoint de l'ISIE ;
- Abdellatif Mekki, deuxième secrétaire adjoint de l'ISIE ;
- Mohamed Mahjoub, chargé des cadres et relations avec les organisations nationales ;
- Mohamed Akrout, chargé du complexe public ;
- Wassila Zoghlami, chargé des affaires de la femme et de la famille ;
- Samir Dilou, chargé des relations avec la société civile ;
- Ajmi Lourimi, chargé de la culture ;
- Zied Ladhari, porte-parole ;
- Karim Harouni, chargé de la communication ;
- Noureddine Arbaoui, chargé des relations avec les partis ;
- Mohsen Nemchi, directeur exécutif chargé de l'ISIE ;
- Zied Mokhli, chargé du travail estudiantin ;
- Moussa Ben Ahmed, chargé des immigrés ;
- Ridha Barouni, chargé de la comptabilité et des finances ;
- Ridha Saïdi, chargé des bureaux d'études ;
- Riadh Bettaieb, chargé du développement régional.

À la suite du dixième congrès en mai 2016, le bureau exécutif est composé de 25 membres, avec Ghannouchi comme président, Mourou, Ali Larayedh et Bhiri comme vice-présidents, et Ladhari en tant que secrétaire général.

## Congrès
- 9e congrès (2012)[64]
- 10e congrès (2016)

## Positions
En 2011, Ennahdha se dit proche du Parti de la justice et du développement, le parti turc de Recep Tayyip Erdoğan.

Rached Ghannouchi déclare lors d'un débat avec un adversaire laïc : 
« Pourquoi sommes-nous rapprochés d'un modèle qui est loin de notre pensée, comme les talibans ou le modèle saoudien, alors qu'il existe d'autres modèles islamiques à succès qui sont proches de nous, comme les modèles turc, malaisien et indonésien ; des modèles qui combinent islam et modernité ? »
Ghannouchi a dénoncé Sayyid Qutb et soutenu les droits égaux pour les femmes. Pourtant, il a reçu le soutien du prédicateur islamiste radical Youssef al-Qaradâwî. D'autre part, des groupes remettent en question la sincérité des représentants du parti ; Ahmed Brahim du Pôle démocratique moderniste, s'adressant à un journaliste étranger, déclare qu'Ennahdha apparaît comme « modéré » à la télévision, « mais dans les mosquées, c'est complètement différent. Certains d'entre eux appellent au djihad ». Le directeur général d'Al-Arabiya, chaîne d'information saoudienne, exprime dans un éditorial l'opinion selon laquelle Ennahdha est fondamentalement un parti islamiste conservateur avec une direction modérée.
Le parti choisit de placer deux femmes comme têtes de liste régionales, dont Souad Abderrahim, sur les 33 du parti candidates à l'assemblée constituante de 2011. Ghannouchi note que les femmes ne détenaient pas de facto de positions dirigeantes dans les gouvernements du président Zine el-Abidine Ben Ali et que c'est une « réalité » que peu de femmes sont aptes à les occuper.

### Excision
Ennahdha se dit contre l'excision des filles, après que l'un de ses dirigeants, Habib Ellouze, l'avait qualifiée dans un entretien au journal Le Maghreb, publié le 10 mars 2013, d'opération de chirurgie « esthétique ». Selon le quotidien arabophone, ce dernier aurait déclaré que « dans les régions où il fait chaud, les gens sont contraints d'exciser les filles à titre de thérapie, car, dans ces régions, les clitoris sont trop grands et gênent l'époux [...] On excise ce qu'il y a en plus, mais ce n'est pas vrai que l'excision supprime le plaisir chez les femmes, c'est l'Occident qui a exagéré le sujet. L'excision est une opération esthétique pour la femme ». Toutefois, le 11 mars, Ellouze, vivement critiqué à l'assemblée constituante, accuse Le Maghreb d'avoir déformé ses déclarations ; la journaliste « m'a imputé des propos que je n'ai pas dits [...] Elle a insisté pour que je réponde à la question et je lui ai dit que c'est une tradition dans d'autres pays ». Rached Ghannouchi déclare ensuite à propos de cette polémique : « Nous n'approuvons guère l'excision des filles qui n'est ni une position d'Ennahdha ou de la religion et ne fait pas partie de notre culture en Tunisie [...] Quiconque approuve l'excision ne saurait demeurer parmi nos rangs » ; il précise cependant « que les propos ont été sortis de leur contexte ».

### Laïcité
En 2016, à l'occasion de son dixième congrès, Ennahdha prend la décision de séparer ses activités politiques et religieuses afin de se présenter comme un parti civil. Selon Radio France internationale, la classe politique reste méfiante face à cette décision qui est qualifiée de « marketing ». En effet, l'ancien chef du gouvernement islamiste Ali Larayedh relativise la portée de cette modification statutaire en déclarant : « Nous ne renions pas les Frères musulmans ».

## Résultats électoraux

### Élections législatives
| Année                                 | Voix                             | %                                | Rang                             | Sièges                           | Gouvernements                                                   |
| Assemblée nationale constituante      | Assemblée nationale constituante | Assemblée nationale constituante | Assemblée nationale constituante | Assemblée nationale constituante | Assemblée nationale constituante                                |
| ------------------------------------- | -------------------------------- | -------------------------------- | -------------------------------- | -------------------------------- | --------------------------------------------------------------- |
| 2011                                  | 1 501 320                        | 37,04                            | 1er                              | 89 / 217                         | Coalition (troïka) : Jebali (2011-2013) et Larayedh (2013-2014) |
| Assemblée des représentants du peuple |                                  |                                  |                                  |                                  |                                                                 |
| 2014                                  | 947 034                          | 27,79                            | 2e                               | 69 / 217                         | Coalition : Essid (2015-2016) et Chahed (2016-2020)             |
| 2019                                  | 561 132                          | 19,55                            | 1er                              | 52 / 217                         | Coalition : Fakhfakh (2020)                                     |
| 2022-2023                             | Boycott des élections            | Boycott des élections            | Boycott des élections            | Boycott des élections            | Boycott des élections                                           |

### Élections présidentielles
| 2014 | Pas de candidat       | Pas de candidat       | Pas de candidat       | Pas de candidat       | Pas de candidat       | Pas de candidat |
| 2019 | Abdelfattah Mourou    | 434 530               | 12,88                 | 3e                    |                       |                 |
| 2024 | Boycott des élections | Boycott des élections | Boycott des élections | Boycott des élections | Boycott des élections |                 |

### Élections municipales
| Année | Voix    | Rang | Conseillers | %     | Maires    | %     |
| ----- | ------- | ---- | ----------- | ----- | --------- | ----- |
| 2018  | 517 234 | 1er  | 2135 / 7212 | 28,64 | 131 / 350 | 29,68 |

### Élections locales
| Année | Voix                  | Rang                  | Conseillers           | %                     |
| ----- | --------------------- | --------------------- | --------------------- | --------------------- |
| 2023  | Boycott des élections | Boycott des élections | Boycott des élections | Boycott des élections |

## Identité visuelle (logo)

Logo d'Ennahdha.
Logo d'Ennahdha France.